# 杜林 (愛爾蘭)
杜林（愛爾蘭語：Dúlainn）是愛爾蘭克萊爾郡大西洋岸邊的一個村落，作為傳統愛爾蘭音樂的中心非常有名。每天晚上於三間酒吧內的音樂演奏吸引了許多遊人。該村落附近有許多甚至可以上溯至鐵器時代的考古地點。著名的杜那戈爾堡和巴連那勒根堡都位於杜林的附近。
杜林是其中一個提供渡輪服務前往亞倫群島的地方（另外兩個是高維和羅莎維爾），在杜林內可憑肉眼看見亞倫群島。杜林也離著名的莫赫懸崖不遠，有來往的巴士服務連接。
杜林亦是 PS3 遊戲 Folklore -異魂傳承- 其中一個出現的場景。在遊戲的故事中，杜林是世界上唯一能夠通往死者王國的地方。

## 照片库

杜林 - Doolin - Dúlainn
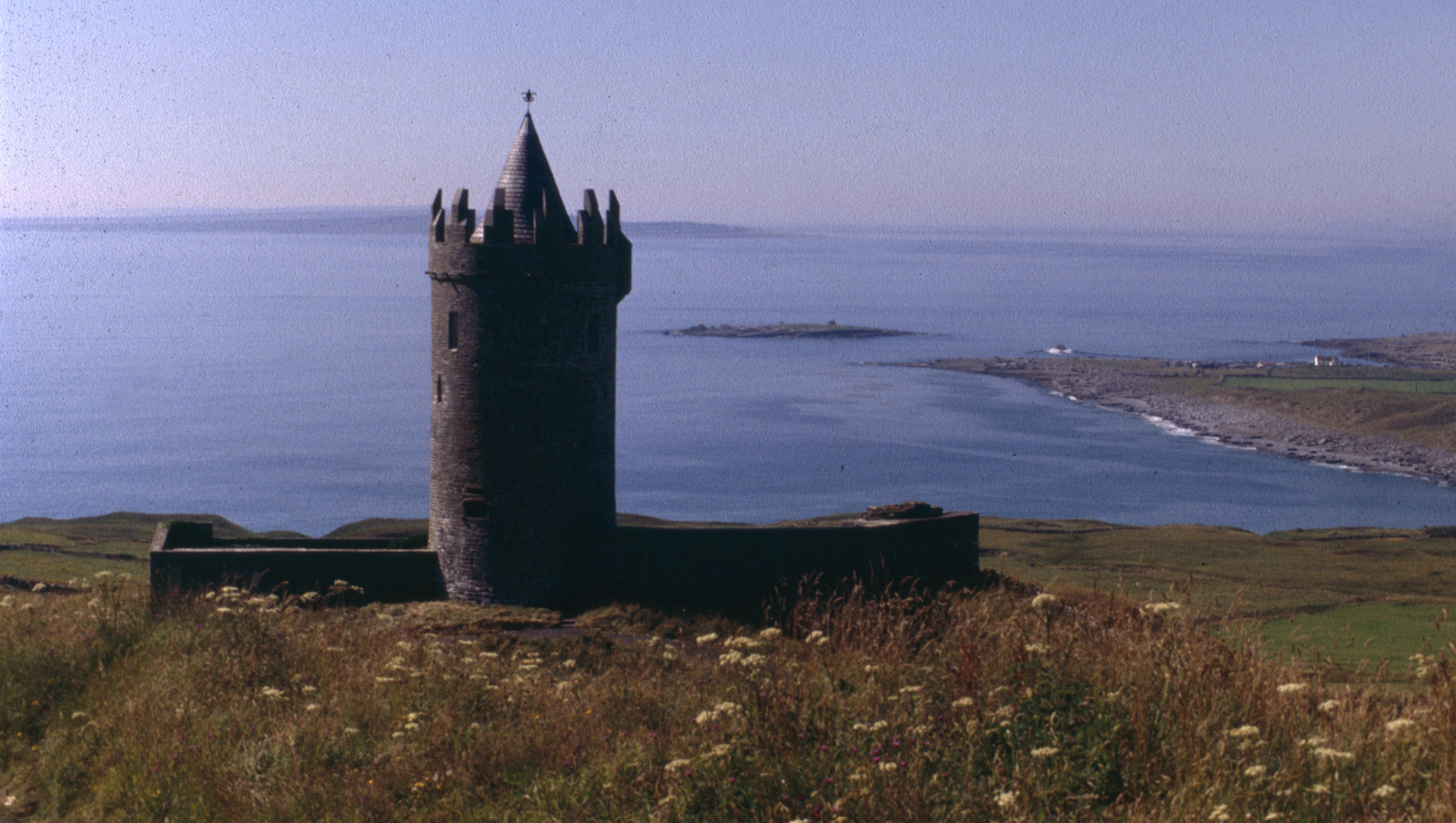
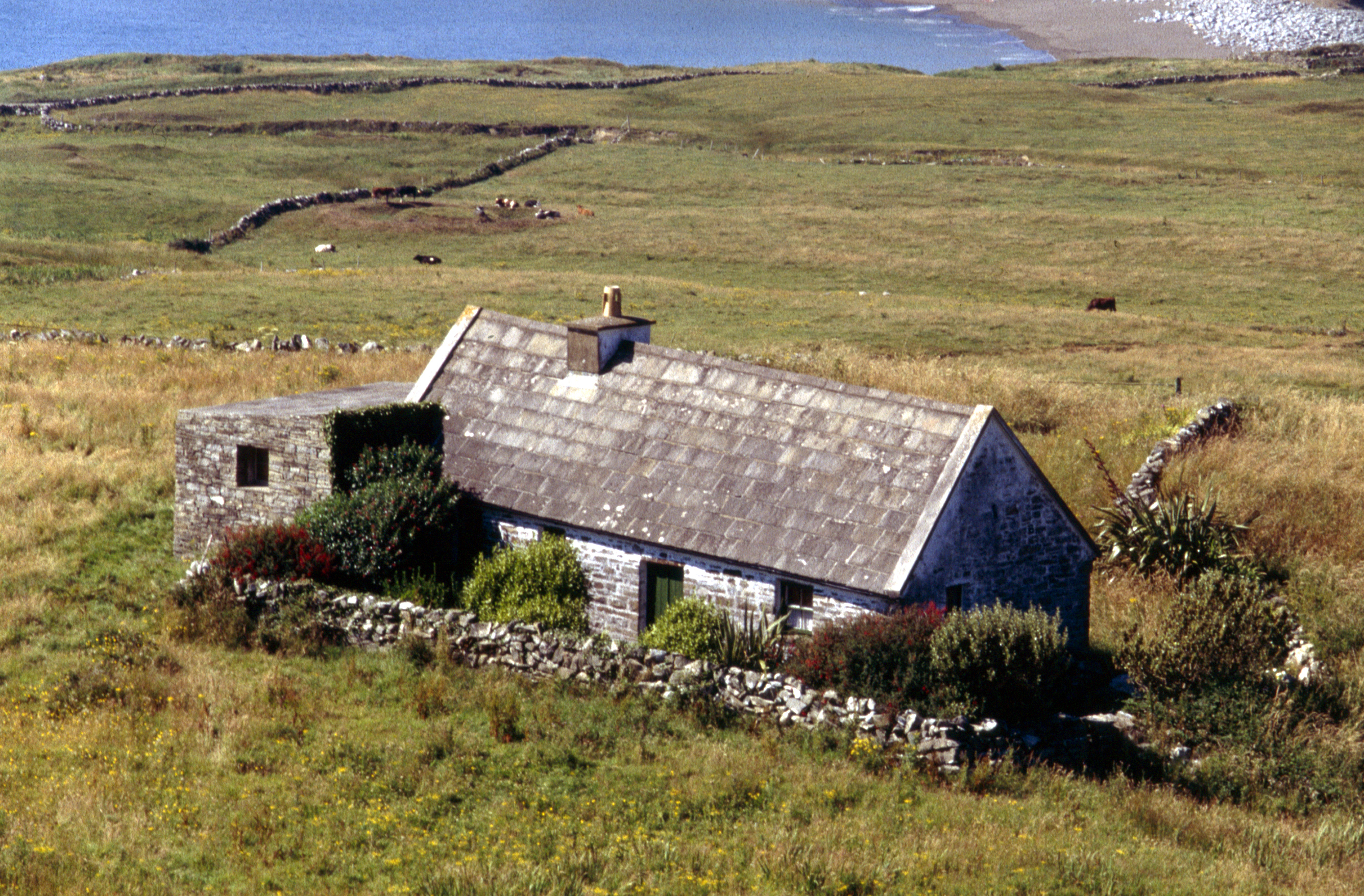
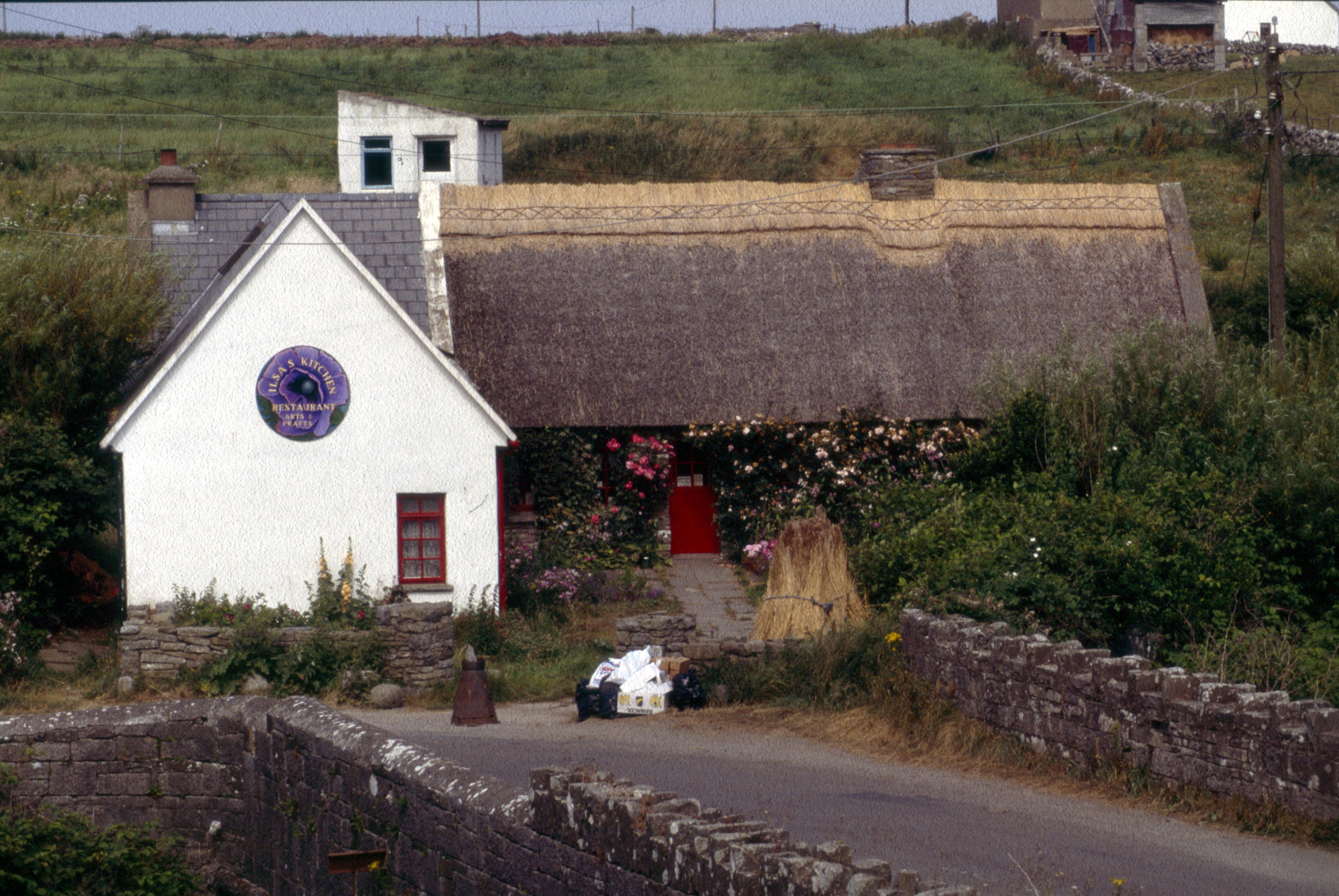
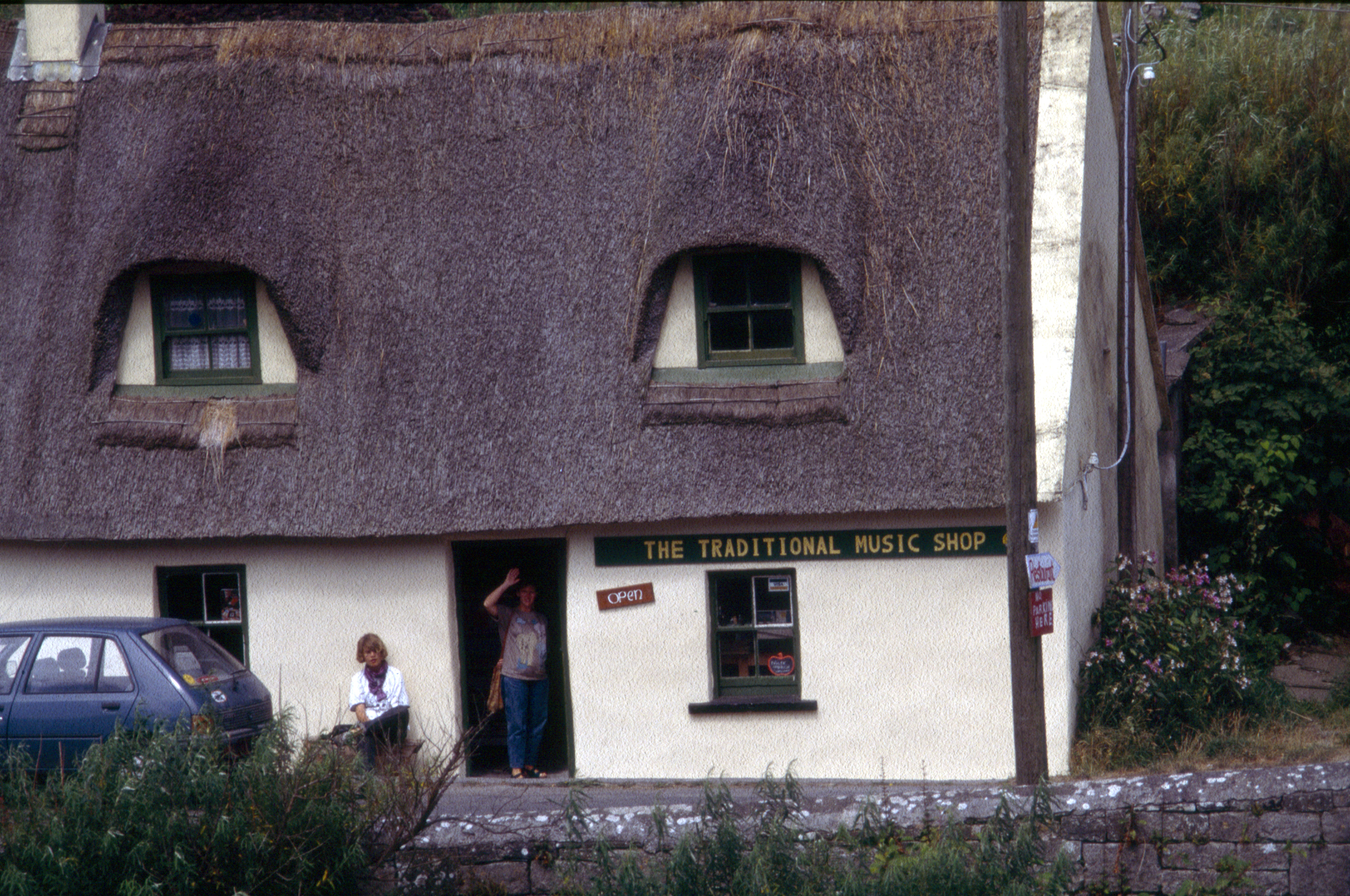
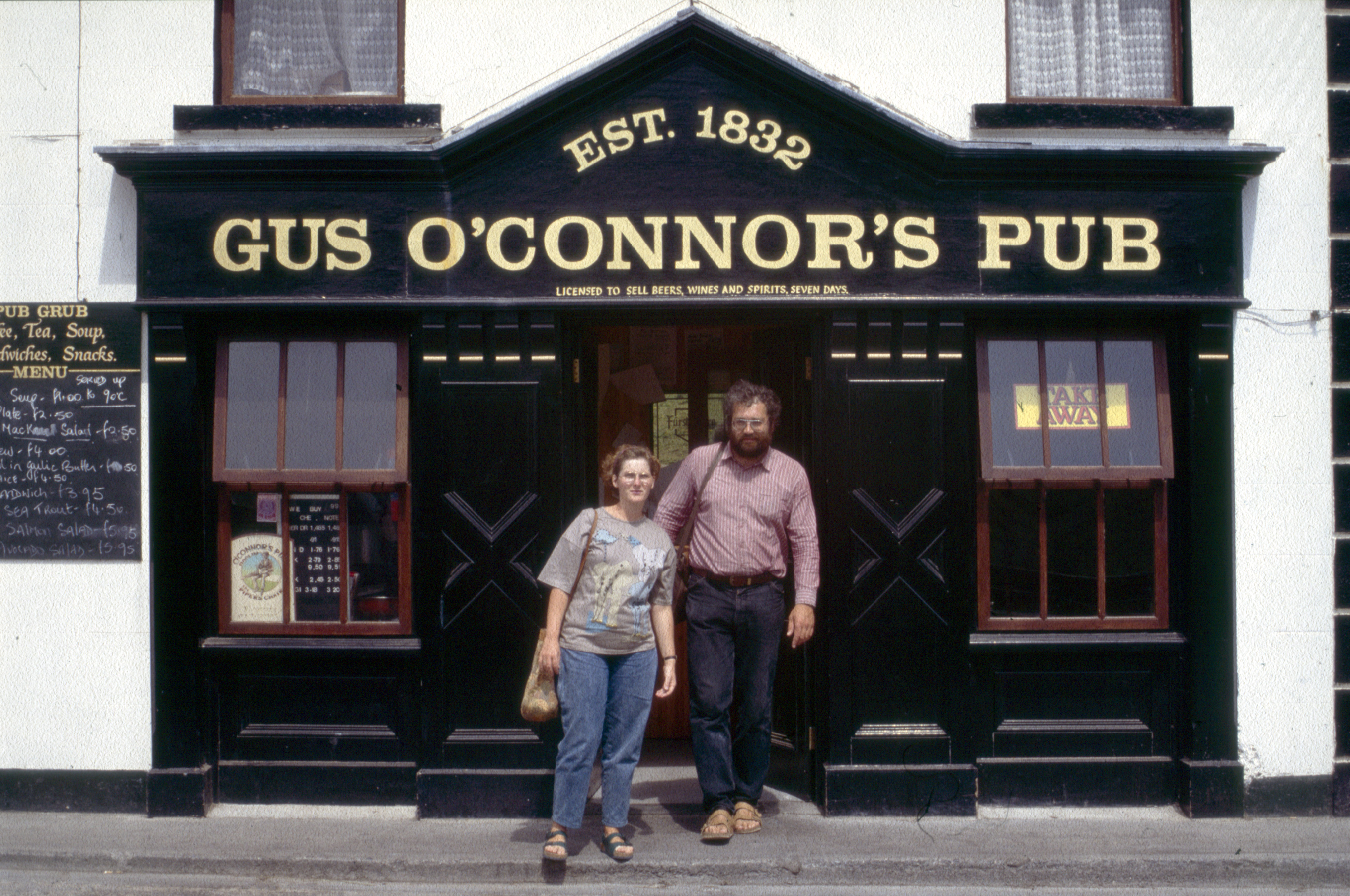
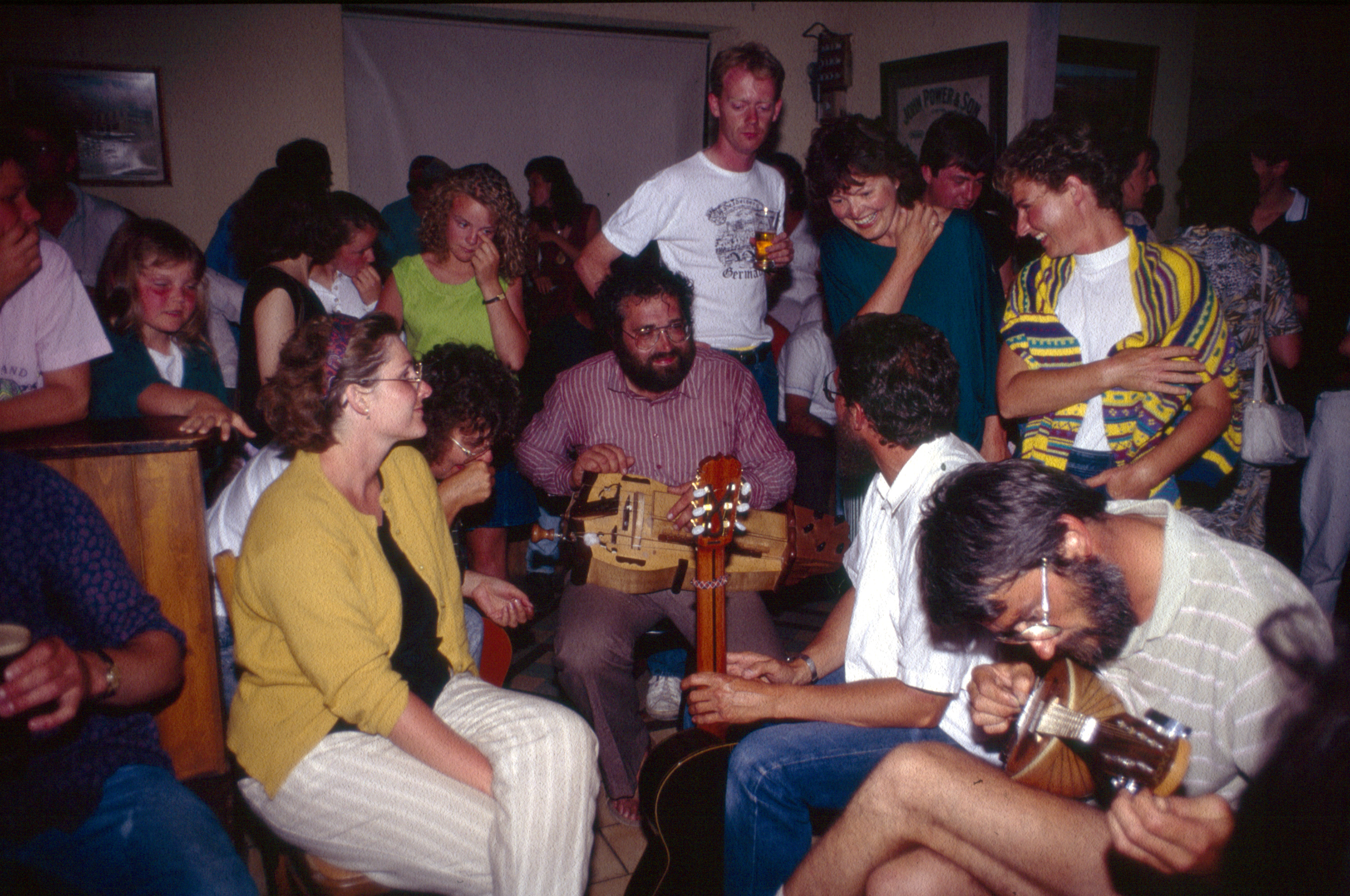
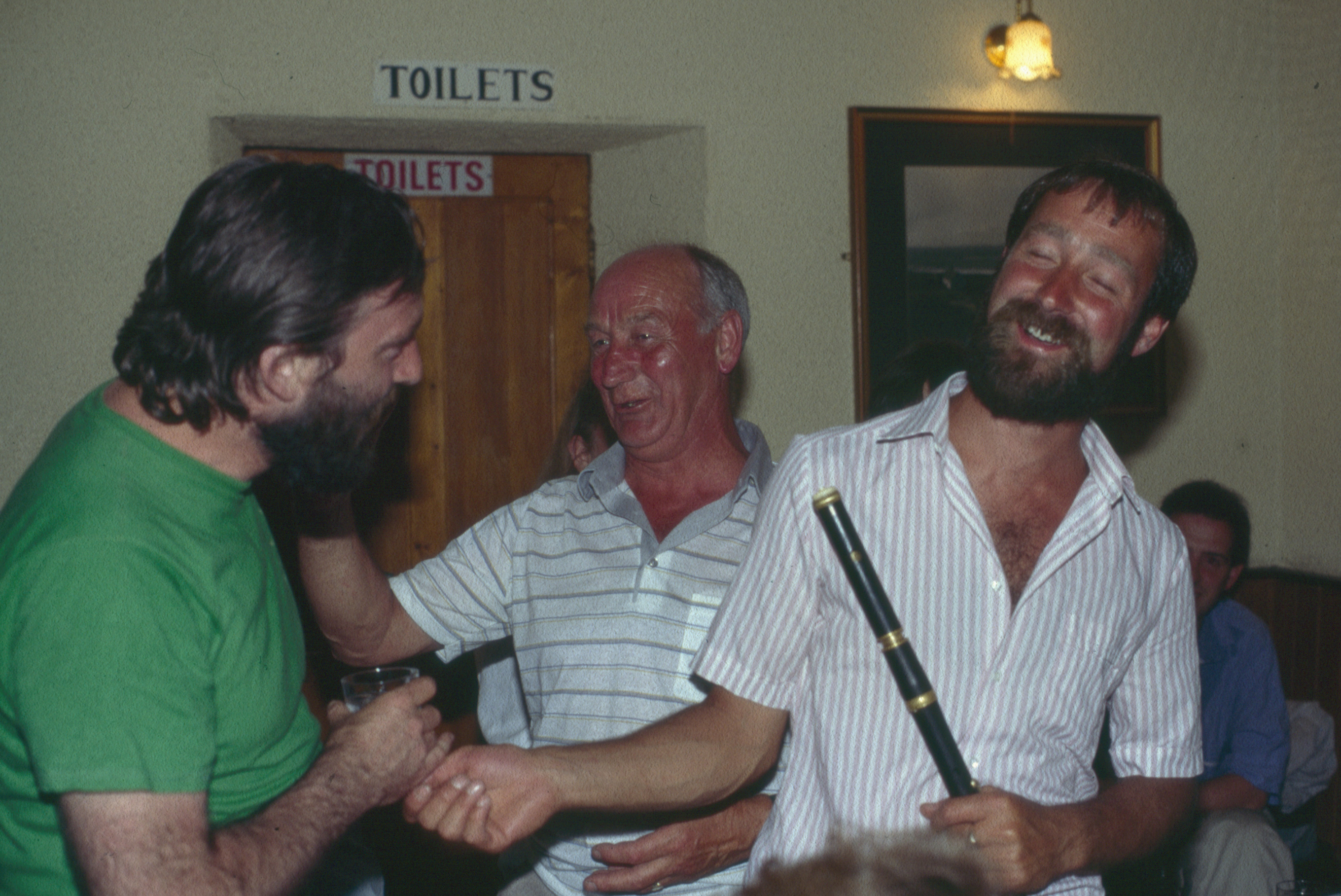